# Шувалов, Николай Иванович
 Никола́й Ива́нович Шува́лов  (20 октября 1918 — 12 января 1945) — командир 1-го стрелкового батальона 861-го стрелкового полка (294-я стрелковая дивизия, 52-я армия, 2-й Украинский фронт), капитан. Герой Советского Союза.

## Биография
Родился 20 октября 1918 года в селе Таболо в крестьянской семье. Окончил 6 классов. Работал в колхозе счетоводом. В 1939 году призван в РККА Епифанским РВК Тульской области. Окончил курсы младших лейтенантов.

#### Великая Отечественная война
С первых дней войны воевал на Ленинградском, Волховском, Воронежском, Степном, 2-м Украинском фронтах.
Командир 1-го стрелкового батальона капитан Шувалов отличился в бою при прорыве обороны противника в районе города Умань в марте 1944 года. Батальон Шувалова первым форсировал реку Днестр, обеспечив переправу остальных подразделений, успешное продвижение полка вперёд.
Указом Президиума Верховного Совета СССР от 13 сентября 1944 года за образцовое выполнение боевых заданий командования на фронте борьбы с немецкими захватчиками и проявленные при этом отвагу и геройство
капитану Шувалову Николаю Ивановичу присвоено звание Героя Советского Союза с вручением ордена Ленина и медали «Золотая Звезда».
Командир стрелкового батальона капитан Шувалов 12 января 1945 года погиб в бою в селе Сельпедужа. Похоронен на кладбище села Сельпедужа (Польша).

## Награды
- Медаль «Золотая Звезда» (13.09.1944)[2][3];
- орден Ленина (13.09.1944);
- орден Красного Знамени (30.06.1944)[5];
- орден Александра Невского (29.09.1944)[6];
- орден Отечественной войны 2-й степени (04.11.1943)[7];
- медаль «За отвагу» (1943)[8];
- медаль «За оборону Ленинграда» (1942).